# Cuadrilla de Añana
Cuadrilla de Añana ou Añanako kuadrila en basque est une comarque dans la province Alava, dans la Communauté autonome basque en Espagne.

## Communes
Añana, Armiñón, Berantevilla, Erribera Beitia, Kuartango, Iruña Oka, Lantarón, Ribera Alta, Ribera Baja (Álava), Valdegovía et Zambrana.